# Centre de ressource de l'ouïe et de la parole
 (juin 2016).
Si vous disposez d'ouvrages ou d'articles de référence ou si vous connaissez des sites web de qualité traitant du thème abordé ici, merci de compléter l'article en donnant les références utiles à sa vérifiabilité et en les liant à la section « Notes et références ».
Le Centre de ressource de l'ouïe et de la parole (CROP), anciennement Centre de rééducation de l'ouïe et de la parole, est une structure médico-sociale adaptée et spécialisée pour les jeunes sourds, ainsi que des jeunes présentant des troubles du langage. 
Il accueille et accompagne 195 usagers (en 2016) de 0 à 20 ans, déficients auditifs ou présentant des troubles sévères du langage. L'établissement inscrit son action dans une progression individuelle de chaque usager en fonction de ses aptitudes propres, de ses choix et de ceux de son entourage.
Fondé à Caen en 1816, le centre s'installe à Bretteville-sur-Odon en 1984 et possède deux antennes à Cherbourg et Saint-Lô. Il est géré par la fondation de Pierre-François Jamet.

## Histoire
En 1816, l'abbé Jamet, créait l'école des sourds et muets dont il confie la gestion aux sœurs de la Congrégation du Bon Sauveur de Caen. Puis en 1984, le centre de rééducation de l’ouïe et de la parole, installé dans les locaux de l'hôpital du Bon Sauveur de Caen, déménage dans des bâtiments neufs à Bretteville sur Odon (sa situation actuelle), spécialement adaptés aux besoins des services. Début 1992, la fondation Abbé P.F Jamet est créée, pour assurer le fonctionnement et l'entretien de l'établissement connu aujourd’hui sous le nom de Centre de ressource de l’ouïe et de la parole.
Pour permettre une prise en charge au plus près des usagers, deux antennes du CROP sont ouvertes : l'une à Cherbourg en 1997 et l'autre à Saint-Lô en 2001. Depuis 2005, le CROP accueille également des enfants présentant des troubles sévères du  langage (dyslexie, dysphasie...), âgés de 0 à 20 ans.

## Administration
La fondation est administrée par un conseil d’administration de douze membres élus pour neuf ans et répartis en trois collèges : membres de droit, membres de la congrégation fondatrice, personnes qualifiées. Le conseil choisit parmi ses membres un bureau composé d’un président, d’un vice-président, d’un trésorier et un secrétaire.

## Soins et pédagogie
Le succès de cette école adaptée est l'intégration des personnes spécialisées aux aides de rattrapage du retard des cours non suivis[réf. nécessaire]. Ils sont aussi accompagnés avec des élèves sourds pendant les classes en cours pour éviter tout retard de compréhension. 
Depuis la création de ce système d'aide, de plus en plus d'élèves sourds réussissent au moins un BTS[réf. nécessaire].